# 虹蛇
虹蛇（Yurlungur）是澳洲原住民神話中出現的神明。

## 傳說及形態
虹蛇擁有銅質的身體，外表如長蛇，是超越一切善惡的至高無上的神，澳洲原住民認為虹蛇存在偉大的意志。虹蛇掌管氣候，深眠於聖泉之中，如果所處的泉水遭受污染，虹蛇便會因而發怒亦引發洪水。傳說中虹蛇會被女性月經來潮的經血氣味所觸動醒覺，而且虹蛇會將犯下各種罪惡的人吞下，將罪人淨化，並將其吐出。所以，在澳洲原居民的習俗中，男孩嘔吐會被視為成長的象徵。

## 備註
- 草野巧《幻想動物事典》第316頁，新紀元社，1997年出版。

## 外部連結
- 澳洲土著習俗網（页面存档备份，存于）